# Аймар I (граф Валентинуа)

Графство Валентинуа (на северо-западе маркграфства Прованс

Эмар I де Пуатье (фр. Aymar I de Poitiers, Aemarus Pictaviensis) — второй граф Валентинуа, первый из династии Пуатье. Ориентировочные годы жизни 1115—1163.

## Биография
Сын Гильома де Пуатье, происхождение которого не выяснено. Histoire Générale de Languedoc предполагает, что он был внебрачным сыном Гильома IX, графа Пуату.
Считается, что Эмар получил Валентинуа ок. 1135 года благодаря женитьбе на Риксенде. Согласно Europäische Stammtafeln она была сестрой или внебрачной дочерью Эсташа (ум. 1148/1154), епископа Валанса (в списке епископов указан с годами правления 1107—1141). Эсташ первый упоминается в качестве графа Валентинуа: Eustachius episcopus et comes Valentinensis.
В 1157 году император Фридрих I Барбаросса передал светскую власть в 13 приходах епископу Валанса Одону де Крюссолю (Odon de Crussol) (1156—1188), после чего тот тоже принял титул графа Валентинуа.

## Семья
Дети:
- Гильом I де Пуатье (ум. 1188/1189), граф Валентинуа
- Эсташ де Пуатье (ум. 1217), аббат монастыря Бур-ле-Валанс.